# 強我
《强我》（法語：Baise-moi），由维吉妮·德庞特和科拉莉·郑氏联合导演的法国电影，影片自德庞特的同名小说改编，于2000年公映。影片富有真实感的暴力使其成为当年媒体高度关注的对象，甚至于，这部影片也被认为是新法国极端主义的一个例子。
“Baise-moi”在法语中的意思是“肏我”，也可以是“吻我”。另外，也有在英文语境下被译为“强奸我”（Rape Me）的情形。

## 情节
影片描绘了南迪（Karen Lancaume饰）和马纽（Raffaëla Anderson饰）这两个感到被边缘化而用暴力报复社会的年轻女性的故事。南迪是一名妓女。马纽是一个可以做任何工作，甚至包括出演色情电影，在一个法国南部小镇混日子的女孩。
马纽和她的一个深陷毒瘾的女性朋友被三个男人强奸。尽管她的朋友尖叫、挣扎，马纽却显得淡然，这激怒了正在强奸她的人。之后，马纽回到了她兄弟的房子里，且没有告诉他发生了什么，直到他发现了马纽脖子上的瘀伤。马纽的兄弟愤怒地问她被什么人强奸了，但马纽没有告诉他。他称她为荡妇并暗示她事实上在享受被强奸。在争执中，马纽举起了他掉下的枪并射中了他的头。
同一天，南迪回到家里与同她合租的女子发生了争执并掐死了她，之后，他去另一个镇上见他最好的朋友，毒贩弗朗西斯，但很快他就被射杀了，随身还带着南迪为他伪造的可以合法获得毒品的处方。
这天深夜，南迪和马纽相遇在地铁站，马纽告诉南迪她有一辆车并问她是否可以帮她驾驶。很快地，她们发现了共鸣，并开始了她们充满性和暴力的旅程。
因為需要錢的關係，她們打劫一間店鋪，也殺死了一名在自動提款機提款的女子。在旅途中，路邊隨機抽查的交通警察截停了她們所偷來驾驶的車，交通警察隨即被她們所殺死。另一名也被隨機抽查的女子看到了謀殺，慌忙地与她們一同逃離。南迪和马纽住在他們这位新朋友的房子，這位新朋友的兄弟提供了一個與他有過過節的建築師的地址。她們以欺騙的方式進入建築師的房子，殺了他。最後，經歷了一輪謀殺和性活動之後，兩名女子進入了一個花花公子俱樂部。一名顧客向马纽說了些種族歧視的說話，令她們殺死了那裡大多數的顧客，並使用槍插進那個種族歧視者的肛門，並射殺他。兩人靜下來討論她們做了什麼，但很快便認為這個討論是毫無意義的，因為她們喜愛殺人和性愛的意念從來沒有改變。
兩人的罪行被記者報導出來，並為整個國家所注視，對於她們的所作所為，有人支持也有人十分恐懼。當馬纽進入一間路邊輪胎店希望得到一些咖啡時，她被店老闆以槍擊斃，隨後南迪進入店內射殺老闆後把屍體帶走。南迪把馬纽的屍體運到森林裡焚燒，並開車到海灘。此時，流著淚水的南迪把槍指向頭企圖自殺，但被警方逮捕。

## 演员
- Karen Lancaume 饰 Nadine (as Karen Bach)
- Raffaëla Anderson 饰 Manu
- Céline Beugnot 饰 Blonde at Billiards
- Adama Niane 饰 Boy at Billiards
- Christophe Claudy Landry 饰 Guy at Counter
- Tewfik Saad 饰 Server
- Delphine McCarty 饰 Severine
- Ouassini Embarek 饰 Radouan
- Patrick Kodjo Topou 饰 Big Thug (as Patrick-Kodjo Topou)
- Lisa Marshall 饰 Karla
- Hacène Beddrouh 饰 Lakim
- Patrick Eudeline 饰 Francis
- Ian Scott 饰 Rapist #1
- Philippe Houillez 饰 Rapist #2
- Steven Jhonsson 饰 Rapist #3
- Gil Stuart 饰 Nadine's Client
- Alexandre Milord 饰 Receptionist, Hotel Francis
- élodie Chérie 饰 Lady Distributor
- Karim Sabaddehine 饰 Big Guy
- Titof 饰 Little Guy
- Jean-Marc Minéo 饰 Arms Seller
- Gábor Rassov 饰 Guy with Hood (as Gabor Rassov)
- Marc Barrow} 饰 Receptionist, Seaside Hotel
- Rodolphe Antrim 饰 The Local
- Estelle Isaac 饰 Alice
- Hervé P. Gustave 饰 Martin (as H.P.G)
- Karim Chala 饰 Big Thug
- Simon Nahoum 饰 Big Thug
- Marc Rioufol 饰 Architect
- Nathalie Dune 饰 BAP
- Dany 饰 BAP
- Sebastian Barrio 饰 BAP (as Sébastian Barrio)
- Pascal Saint-James 饰 BAP (as Pascal St. James)
- Jean-Louis Costes 饰 Man in Sex Club (La 'Truie')
- Sylvain Cahen-Delabre 饰 Dead Body
- Jacques Sans 饰 Dead Body
- Didier Gardette 饰 Dead Body

## 上映与禁映
该影片在世界各地区上映时都受到了不同程度地削减，直至禁映。